# Contz-les-Bains
Contz-les-Bains (fràncic lorenès Nidderkonz) és un municipi francès situat al departament del Mosel·la i a la regió del Gran Est. L'any 2007 tenia 497 habitants.

## Demografia

### Població
El 2007 la població de fet de Contz-les-Bains era de 497 persones. Hi havia 194 famílies, de les quals 48 eren unipersonals (28 homes vivint sols i 20 dones vivint soles), 59 parelles sense fills, 67 parelles amb fills i 20 famílies monoparentals amb fills.
La població ha evolucionat segons el següent gràfic:
Habitants censats

### Habitatges
El 2007 hi havia 209 habitatges, 197 eren l'habitatge principal de la família, 5 eren segones residències i 7 estaven desocupats. 181 eren cases i 28 eren apartaments. Dels 197 habitatges principals, 153 estaven ocupats pels seus propietaris, 35 estaven llogats i ocupats pels llogaters i 10 estaven cedits a títol gratuït; 2 tenien dues cambres, 15 en tenien tres, 27 en tenien quatre i 154 en tenien cinc o més. 152 habitatges disposaven pel capbaix d'una plaça de pàrquing. A 73 habitatges hi havia un automòbil i a 102 n'hi havia dos o més.

### Piràmide de població
La piràmide de població per edats i sexe el 2009 era:
| Homes | Edats   | Dones |
| ----- | ------- | ----- |
| 0     | 95 o +  | 0     |
| 0     | 90 a 94 | 4     |
| 0     | 85 a 89 | 20    |
| 4     | 80 a 84 | 4     |
| 12    | 75 a 79 | 12    |
| 8     | 70 a 74 | 12    |
| 4     | 65 a 69 | 12    |
| 12    | 60 a 64 | 12    |
| 12    | 55 a 59 | 12    |
| 20    | 50 a 54 | 12    |
| 4     | 45 a 49 | 20    |
| 16    | 40 a 44 | 4     |
| 20    | 35 a 39 | 12    |
| 16    | 30 a 34 | 12    |
| 32    | 25 a 29 | 20    |
| 8     | 20 a 24 | 12    |
| 12    | 15 a 19 | 0     |
| 4     | 10 a 14 | 8     |
| 16    | 5 a 9   | 8     |
| 8     | 0 a 4   | 24    |

## Economia
El 2007 la població en edat de treballar era de 333 persones, 235 eren actives i 98 eren inactives. De les 235 persones actives 207 estaven ocupades (117 homes i 90 dones) i 28 estaven aturades (11 homes i 17 dones). De les 98 persones inactives 39 estaven jubilades, 25 estaven estudiant i 34 estaven classificades com a «altres inactius».

### Ingressos
El 2009 a Contz-les-Bains hi havia 181 unitats fiscals que integraven 428,5 persones, la mediana anual d'ingressos fiscals per persona era de 19.945 €.

### Activitats econòmiques
Dels 5 establiments que hi havia el 2007, 2 eren d'empreses alimentàries, 1 d'una empresa d'hostatgeria i restauració, 1 d'una empresa financera i 1 d'una empresa immobiliària.
L'any 2000 a Contz-les-Bains hi havia 7 explotacions agrícoles.

## Equipaments sanitaris i escolars
El 2009 hi havia una escola elemental.

## Poblacions més properes
El següent diagrama mostra les poblacions més properes.